# Парк санаторію «Ясна Поляна»
Парк санаторію «Ясна Поляна» — парк на території Гаспри (Велика Ялта). Заснований у 30-х роках XIX століття. Складає єдиний ансамбль з палацом графині Паніної (також відомого як Палац О. Голіцина, Гаспринський замок).
Площа парку — 18 гектарів.

## Історія

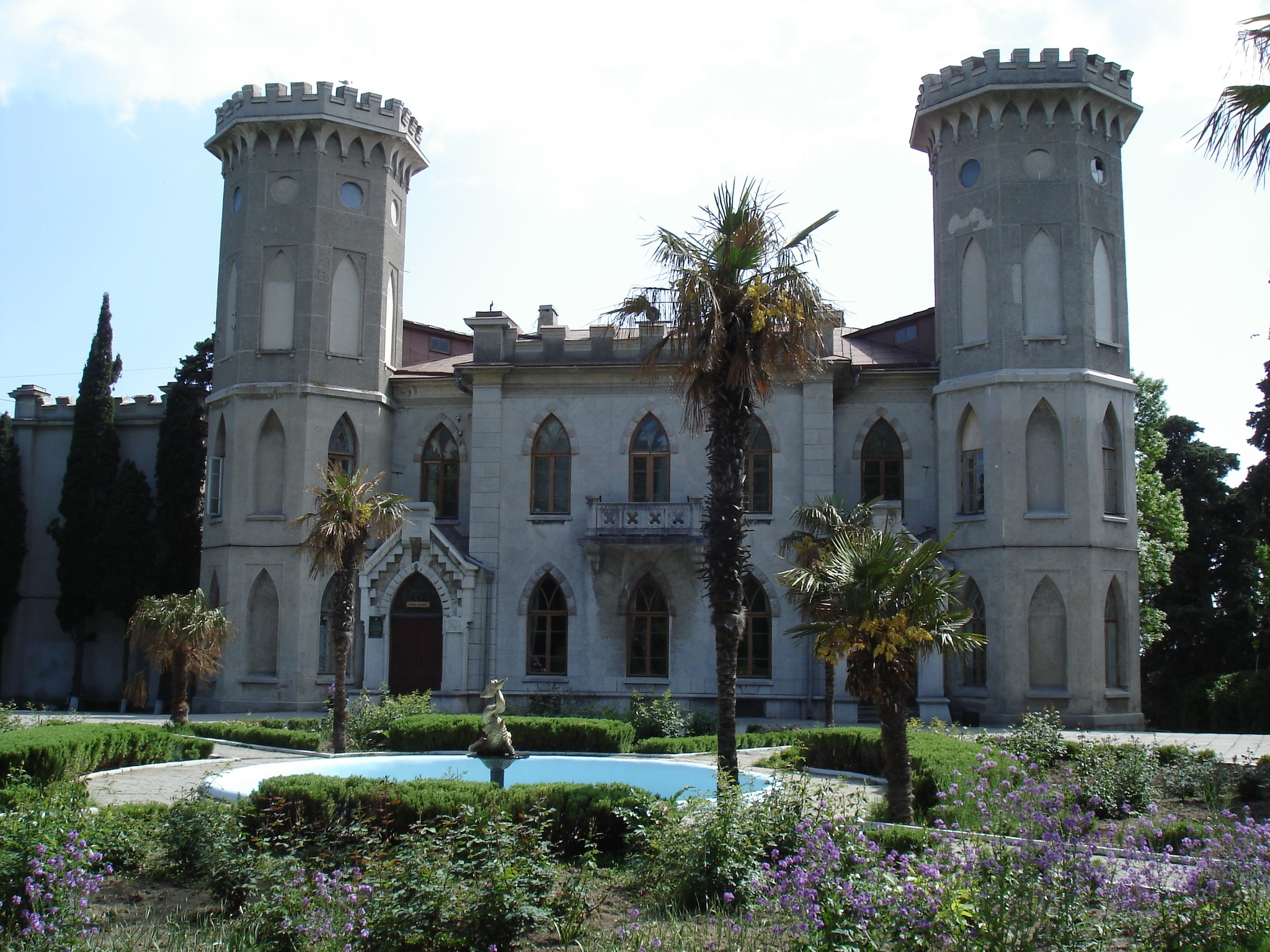
Палац графині Паніної

У 30-х роках XIX століття на території майбутнього парку за проектом архітектора Ф. Ельсона (початковий проект належав французу О. Монферрану) була побудована поміщицька садиба з сірого каменю із зубчастими вежами. Гаспринський замок будувався для російського державного діяча князя О. Голіцина. Благоустрій маєтку довершила розбивка парку, розпочата у 1835 році і завершена до 1980-х років.
В основу парку були покладені квітники біля стін маєтку, регулярна тераса біля південного фасаду і головна в'їзна алея, що веде від воріт маєтку до північного входу в палац і обсаджена платанами та каштанами. На інших схилах був розбитий невеликий пейзажний парк. Його основу склали представники кримської флори: дуб, бук, граб, клен, тополя. З Нікітського ботанічного саду до новоствореного парку були завезені кипариси, платани, лаври, каштани. В центральній частині парку влаштовано джерело у вигляді кам'яної «руїни» з позолоченим бронзовим хрестом нагорі, з бічних отворів якого стікала вода, утворюючи невелике озерце.
Після смерті О. Голіцина в 1844 році садиба і прилеглий до неї парк занепали. Маєток перейшов у руки Кочубеніної (1870—1956), потім став власністю графині С. Паніної, громадського і політичного діяча Російської імперії. З 8 вересня 1901 року по 25 червня 1902 року в маєтку на території парку мешкав Л. Толстой, якого Паніна запросила погостювати в своєму маєтку в Гаспрі, дізнавшись про те, що лікарі рекомендували письменнику лікування в Криму. Тут Л. Толстой зустрічався з А. Чеховим, В. Короленко, О. Купріним, Ф. Шаляпіним. Також письменник гуляв алеями парку, відпочив біля грота, їздив верхи по Царській стежці (зараз Сонячна стежка), спускався до моря. За радянських часів на території парку було організовано санаторій «Ясна Поляна», який працює і понині.